# 아시아긴꼬리나무타기쥐
아시아긴꼬리나무타기쥐(Vandeleuria oleracea)는 쥐과에 속하는 설치류의 일종이다. 남아시아와 동남아시아에서 발견된다.

## 특징
머리부터 몸까지 길이는 7~9cm이고, 꼬리 길이는 10~12cm이다. 불그스레한 갈색의 상체는 옆구리 쪽으로 갈수록 연한 누르스름한 갈색을 띤다. 하체는 연한 갈색의 흰색이다. 꼬리는 기늘고 길며 진한 색을 띠고, 꼬리 끝은 붓꼬리 모양의 털이 없다.